# Anatoliy Malykhin
Anatoliy Sergeevich Malykhin (Kémerovo, Óblast de Kémerovo, Rusia, 11 de enero de 1988), transliterado también como Anatoly Malykhin, es un artista marcial mixto ruso que actualmente compite en las categorías de peso mediano, peso semipesado y peso pesado de ONE Championship, donde es triple campeón, siendo el actual Campeón Mundial de Peso Pesado de ONE, el actual Campeón Mundial de Peso Semipesado de ONE y el actual Campeón Mundial de Peso Mediano de ONE.
Malykhin se convirtió en el primer peleador en la historia en ganar títulos mundiales en tres divisiones diferentes y ostentarlos simultáneamente. Siendo un competidor profesional desde 2016, también ha competido en Fight Nights Global. Desde el 25 de febrero de 2024, Malykhin está posicionado como el peso pesado #23 en el mundo según Fight Matrix.

## Primeros años
Anatoly nació el 11 de enero de 1988, en la ciudad de Kémerovo, Óblast de Kémerovo, Unión Soviética (ahora Rusia). Su carrera comenzó con el freestyle wrestling. Fue capaz de tener un éxito significativo en esta disciplina. En 2013, Malykhin recibió una medalla de bronce en el Campeonato Ruso entre los wrestlers de peso pesado. Sin embargo, su carrera tendría un quiebre cuando Anatoly fue descalificado por 2 años por no presentarse a los tests de dopajes. En 2016, Malykhin ganó el título Europeo en grappling, una modificación de jiu-jitsu wrestling.
Actualmente vive en Phuket, Tailandia y entrena junto a reconocidos peleadores como Petr Yan, Rafael Fiziev, Chingiz Allazov, Vitaly Bigdash y Fabricio Andrade en Tiger Muay Thai. 

## Carrera de artes marciales mixtas

### Carrera temprana
Anatoly Malykhin fue invitado repetidamente a Moscú. En la capital, conoció al entrenador de MMA Vladimir Osiy, que se convirtió en el mentor de Malykhin.
En artes marciales mixtas profesionales, Malykhin hizo su debut en septiembre de 2016, derrotando a su compatriota Ilya Gunenko en el primer asalto. Regresaría 3 meses después para enfrentar a Murad Kalimetov en Battle on the Volga Border 2016, ganando por sumisión.
Malykhin enfrentó a Reza Torabi el 3 de noviembre de 2017. Ganó la pelea por TKO en el segundo asalto.
Malykhin ganó sus 3 peleas siguientes ante Michał Wlazło en Golden Team Championship 3, Magomedbag Agaev en Fight Nights Global 91, y Jake Heun en Absolute Siberian Championship 1, todas por sumisión en el primer asalto.
Maelykhin enfrentó a Alexei Kudin el 25 de abril de 2019, en Fight Nights Global 93. Ganó la pelea por TKO en el segundo asalto.
La última pelea de Malykhin en el circuito ruso se llevó a cabo el 30 de octubre de 2019 en GTC 07 tournament, enfrentando al argentino a Lucas Elsina. Malykhin ganó la pelea por TKO en el primer asalto.
Luego de su paso invicto por la escena regional rusa, Malykhin firmó con ONE Championship.

### ONE Championship
Malykhin hizo su debut en ONE Championship ante Alexandre Machado en ONE: Fists of Fury 2, el 5 de marzo de 2021. Malykhin ganaría la pelea por TKO (sumisión a los golpes) en el primer asalto, al haber logrado atrapar a Machado en un crucifijo y proceder a conectar codos, contra los cuales Machado procedió a rendirse.
En su segunda pelea en ONE, Malykhin enfrentó al medallista de oro en Lucha grecorromana Amir Aliakbari en ONE Championship: Revolution, el 24 de septiembre de 2021. Malykhin ganó la pelea por KO en el primer asalto, tras lastimar a Aliakbari temprano en la pelea. Dicha presentación lo hizo merecedor de una oportunidad titular.

#### Campeonato Interino de Peso Pesado
A principios de 2022 surgieron noticias de que Arjan Bhullar, actual campeón de peso pesado de ONE, había rechazado múltiples ofertas para defender su campeonato. ONE Championship luego anunció la creación de un título interino de peso pesado que sería disputado entre Anatoliy Malykhin y el también contendiente de peso pesado, Kirill Grishenko, en ONE Championship: Only the Brave el 28 de enero de 2022. Malykhin se retiraría de la pelea al haber dado positivo por COVID-19 y la pelea sería trasladada a ONE Championship: Bad Blood. Malykhin ganó la pelea y el título por KO en el segundo asalto. Dicha presentación haría que Malykhin recibiera 2 bonos de Actuación de la Noche de $50.000, convirtiéndolo en el primer peleador en recibir dos bonos desde la reintroducción del mismo.
Malykhin estaba agendado para enfrentar a Arjan Bhullar por el Campeonato Indiscutido de Peso Pesado de ONE el 29 de septiembre de 2022 en ONE 161. Sin embargo, Bhullar se retiró de la pelea luego de haber sufrido una lesión durante el entrenameinto y la pelea fue cancelada.

#### Reinado como Doble Campeón Mundial de ONE
En busca de convertirse en el octavo Campeón Simultáneo de ONE Championship, Malykhin enfrentó a Reinier de Ridder por el Campeonato Mundial de Peso Semipesado de ONE en la estelar de ONE on Prime Video 5, el 2 de diciembre de 2022 en Manila, Filipinas. Malykhin ganó la pelea y el título por KO en el primer asalto, acabando a su vez con el invicto de Ridder. Esta victoria lo haría merecedor de su segundo premio de $100.000 de Actuación de la Noche.
Malykhin estaba programado para enfrentar a Arjan Bhullar en una pelea de unificación por el Campeonato Mundial de Peso Pesado de ONE el 24 de marzo de 2023, en ONE Fight Night 8. Sin embargo, la pelea fue removida del evento debido a un cambio en los compromisos de transmisión.
La pelea de unificación por el Campeonato Mundial de Peso Pesado de ONE contra Arjan Bhullar había sido reagendada para el 14 de julio de 2023, en ONE Fight Night 12. La pelea fue luego trasladada al 23 de junio de 2023, en ONE Friday Fights 22. Malykhin ganó la pelea y el título indiscutido por TKO en el tercer asalto. Esta victoria lo hizo merecedor de su tercer premio de Actuación de la Noche.

#### Reinado como Triple Campeón Mundial de ONE
En busca de convertirse en el primer peleador en tener títulos mundiales en tres divisiones diferentes simultáneamente, Malykhin enfrentó a Reinier de Ridder por el Campeonato Mundial de Peso Mediano de ONE el 1 de marzo de 2024, en ONE 166. Ganó la pelea y el título por TKO en el tercer asalto. Esta victoria lo hizo merecedor de su cuarto premio de Actuación de la Noche.
Malykhin está programado para hacer la primera defensa de su título de peso pesado contra Oumar "Reug Reug" Kane el 8 de noviembre de 2024, en ONE 169.

## Vida personal
Anatoliy y su esposa Anita tienen un hijo llamado Lev, nacido en 2020.

## Campeonatos y logros
- ONE Championship
  - Campeonato Mundial de Peso Pesado de ONE (Una vez; actual)
  - Campeonato Mundial de Peso Semipesado de ONE (Una vez; actual)
  - Campeonato Mundial de Peso Mediano de ONE (Una vez; actual)
  - Campeonato Mundial Interino de Peso Pesado de ONE (Una vez)
  - Peleador del Año 2022 de ONE Championship[28]
  - Actuación de la Noche (Cuatro veces; 2 bonos de $100.000) vs. Kirill Grishenko, Reinier de Ridder, Arjan Bhullar y Reinier de Ridder II[14][19][24]
  - Quinto doble campeón en la historia de ONE
  - Primer campeón de tres divisiones en la historia de MMA[29][30]
    - Primer triple campeón simultáneo en la historia de MMA

  - Tasa de finalización más alta entre los campeones de ONE (100%)

## Récord en artes marciales mixtas
| Récord profesional | Récord profesional | Récord profesional |
| 15 peleas          | 14 victorias       | 1 derrotas         |
| ------------------ | ------------------ | ------------------ |
| Nocaut             | 10                 | 0                  |
| Sumisión           | 4                  | 0                  |
| Decisión           | 0                  | 1                  |

| Resultado | Récord | Oponente          | Método                        | Evento                                | Fecha                    | Ronda | Tiempo | Localización | Notas                                                                                          |
| --------- | ------ | ----------------- | ----------------------------- | ------------------------------------- | ------------------------ | ----- | ------ | ------------ | ---------------------------------------------------------------------------------------------- |
| Derrota   | 14–1   | Reug Reug         | Decisión (dividida)           | ONE 169                               | 9 de noviembre de 2024   | 5     | 5:00   | Bangkok      | Perdió el Campeonato Interino de Peso Pesado de ONE.                                           |
| Victoria  | 14–0   | Reinier de Ridder | TKO (retiro)                  | ONE 166                               | 1 de marzo de 2024       | 3     | 1:16   | Lusail       | Ganó el Campeonato de Peso Mediano de ONE. Debut en peso mediano. Actuación de la Noche.       |
| Victoria  | 13–0   | Arjan Bhullar     | TKO (golpes)                  | ONE Friday Fights 22                  | 23 de junio de 2023      | 3     | 2:42   | Bangkok      | Ganó y unificó el Campeonato Indiscutido de Peso Pesado de ONE. Actuación de la Noche.         |
| Victoria  | 12–0   | Reinier de Ridder | KO (golpes)                   | ONE on Prime Video 5                  | 2 de diciembre de 2022   | 1     | 4:35   | Manila       | Ganó el Campeonato de Peso Semipesado de ONE. Debut en peso semipesado. Actuación de la Noche. |
| Victoria  | 11–0   | Kirill Grishenko  | KO (puñetazo)                 | ONE Championship: Bad Blood           | 11 de febrero de 2022    | 2     | 3:42   | Kallang      | Ganó el Campeonato Interino de Peso Pesado de ONE. Actuación de la Noche.                      |
| Victoria  | 10–0   | Amir Aliakbari    | KO (golpes)                   | ONE Championship: Revolution          | 24 de septiembre de 2021 | 1     | 2:57   | Kallang      |                                                                                                |
| Victoria  | 9–0    | Alexandre Machado | TKO (sumisión por golpes)     | ONE Championship: Fists of Fury       | 26 de febrero de 2021    | 1     | 3:28   | Kallang      | Debut en ONE Championship.                                                                     |
| Victoria  | 8-0    | Lucas Alsina      | TKO (golpes)                  | GTC 07 - Golden Team Championship 7   | 30 de octubre de 2019    | 1     | 3:34   | Moscú        |                                                                                                |
| Victoria  | 7–0    | Alexei Kudin      | TKO (golpes)                  | Fight Nights Global 93                | 25 de abril de 2019      | 2     | 3:33   | Moscú        |                                                                                                |
| Victoria  | 6–0    | Jake Heun         | Sumisión (keylock)            | Absolute Siberian Championship 1      | 4 de marzo de 2019       | 1     | 1:45   | Kémerovo     |                                                                                                |
| Victoria  | 5–0    | Magomedbag Agaev  | Sumisión (keylock)            | Fight Nights Global 91                | 27 de diciembre de 2018  | 1     | 1:23   | Moscú        |                                                                                                |
| Victoria  | 4–0    | Michal Wlazlo     | Sumisión (choke)              | GTC 03 - Golden Team Championship 3   | 10 de marzo de 2018      | 1     | 3:35   | Moscú        |                                                                                                |
| Victoria  | 3–0    | Reza Torabi       | TKO (golpes)                  | GTC 01 - Golden Team Championship 1   | 6 de junio de 2015       | 2     | 2:26   | Moscú        |                                                                                                |
| Victoria  | 2–0    | Murad Kalimetov   | Sumisión (arm-triangle choke) | Battle On The Volga Border 2016       | 17 de septiembre de 2016 | 1     | 3:10   | Balakovo     |                                                                                                |
| Victoria  | 1–0    | Ilya Gunenko      | TKO (golpes)                  | SK Pro - Grand Prix MMA Quarterfinals | 17 de septiembre de 2016 | 2     | 2:21   | Tomsk        |                                                                                                |